# Sibel Güler
Sibel Güler (28 de septiembre de 1984) es una deportista turca que compitió en taekwondo. Ganó cuatro medallas en el Campeonato Europeo de Taekwondo entre los años 2004 y 2008.
Participó en los Juegos Olímpicos de Pekín 2008, donde finalizó undécima en la categoría de –67 kg.

## Palmarés internacional
| Campeonato Europeo | Campeonato Europeo    | Campeonato Europeo | Campeonato Europeo |
| Año                | Lugar                 | Medalla            | Categoría          |
| ------------------ | --------------------- | ------------------ | ------------------ |
| 2004               | Lillehammer (Noruega) | Medalla de oro     | –67 kg             |
| 2005               | Riga (Letonia)        | Medalla de bronce  | –67 kg             |
| 2006               | Bonn (Alemania)       | Medalla de oro     | –67 kg             |
| 2008               | Roma (Italia)         | Medalla de bronce  | –67 kg             |